# بنغستان (الريف الشرقي)
بنغستان (بالفارسية: بنگستان) هي منطقة سكنية تقع في إيران في قسم الريف الشرقي الريفي. يقدر عدد سكانها بـ 264 نسمة .